# Fraser Hornby
Fraser David Ingham Hornby (ur. 13 września 1999 w Northampton) – szkocki piłkarz urodzony w Anglii grający na pozycji napastnika w Darmstadt.